# Selvstendighetspartiet
Selvstendighetspartiet var en norsk politisk gruppering som utgjorde en majoritet vid riksförsamlingen på Eidsvoll 1814. Man har även kallats prinspartiet och danskpartiet. 
Partiet ansåg att riksförsamlingen hade stirkt begränsade uppgifter: att stifta en norsk grundlag samt att välja en regent. Härvidlag förespråkade man den danske prinsen Christian Frederik, sedermera Christian VIII av Danmark. Med stöd av självständighetspartiet valdes också denne till kung av Norge.